# The Fault in Our Stars (phim)
The Fault in Our Stars (tạm dịch: Lỗi tại những vì sao) là một bộ phim chính kịch lãng mạn pha lẫn hài hước do Hoa Kỳ sản xuất năm 2014. Bộ phim do Josh Boone đạo diễn và là tác phẩm chuyển thể từ quyển tiểu thuyết cùng tên được xuất bản vào năm 2012 của nhà văn John Green. Bộ phim có sự tham gia diễn xuất của Shailene Woodley, Ansel Elgort, Nat Wolff, Laura Dern, Sam Trammell và Willem Dafoe. Woodley vào vai Hazel Grace Lancaster, một cô gái 16 tuổi phải vật lộn với căn bệnh ung thư được cha mẹ mình thúc giục tham gia một Hội tương trợ của những người có cùng cảnh ngộ, nơi cô vô tình gặp và phải lòng một anh chàng có tên là Augustus Waters, do Elgort thủ vai.
Quá trình sản xuất cho The Fault in Our Stars được bắt đầu vào tháng 1 năm 2012 khi Fox 2000, một hãng phim thuộc quyền sở hữu của 20th Century Fox được ủy quyền để chuyển thể từ quyển tiểu thuyết cùng tên sang lĩnh vực phim ảnh. Bộ phim được chính thức bấm máy từ ngày 26 tháng 8 năm 2013 tại Pittsburgh, Hoa Kỳ cùng với vài ngày tại Amsterdam, Hà Lan, trước khi chính thức đóng máy vào ngày 16 tháng 10 năm 2013.
The Fault in Our Stars được phát hành chính thức vào ngày 6 tháng 6 năm 2014 tại Hoa Kỳ. Phim nhận được những phản hồi tích cực từ phía các nhà phê bình, khi đề cao phần diễn xuất của Woodley và diễn biến của phim. Bộ phim cũng là một thành công về mặt thương mại, khi đạt ngôi vị đầu bảng tại các phòng vé ngay trong tuần lễ bắt đầu công chiếu và đạt doanh thu đến ngưỡng 300 triệu đô-la Mỹ, với phần kinh phí thực hiện chỉ đạt 12 triệu đô-la. Nó còn được ấn định phát hành trên định dạng Blu-Ray và DVD vào ngày 16 tháng 9 năm 2014.

## Nội dung phim
Hazel Grace Lancaster (Shailene Woodley) là một cô gái đang trong độ tuổi thiếu niên, với bộ óc nhạy bén và hay châm chọc, sinh sống ở Thành phố Indianapolis. Cô phải vật lộn với căn bệnh ung thư tuyến giáp và hiện đang có các dấu hiệu di căn ở phổi của cô. Nghĩ rằng con gái của mình đang gặp triệu chứng trầm cảm, mẹ của Hazel thúc giục cô đến tham dự một Hội tương trợ của những bệnh nhân ung thư tại một nhà thờ địa phương để kết thêm bạn bè. Trong một buổi gặp mặt nọ, cô gặp anh chàng Augustus Waters (Ansel Elgort), một người đang trải qua căn bệnh u xương ác tính, khiến anh mất đi một bên chân của mình. Cả hai nảy sinh cảm tình ngay sau buổi gặp mặt và Augustus mời Hazel đến nhà của anh, nơi họ chia sẻ về những sở thích giống nhau và quan điểm của họ về căn bệnh ung thư. Trước khi tạm biệt, cả hai đều đồng ý đọc quyển tiểu thuyết mà đối phương yêu thích. Hazel giới thiệu cho Augustus đọc An Imperial Affliction (tạm dịch: Nỗi đau tột cùng), một quyển tiểu thuyết cô yêu thích, kể về một cô gái đang phải vật lộn với căn bệnh ung thư, khiến Hazel liên tưởng đến những trải nghiệm mà cô trải qua. Sau khi Augustus đọc xong quyển sách, anh vô cùng nản lòng trước cái kết bất ngờ mà không có một lời sau kết nào của nó. Hazel sau đó giải thích tác giả bí ẩn của cuốn tiểu thuyết, Peter van Houten, lui về ở ẩn tại Amsterdam sau khi phát hành công khai quyển tiểu thuyết này và biệt tăm từ đó.
Nhiều tuần sau đó, Augustus tiết lộ cho Hazel rằng đã tìm ra được Lidewij, nữ trợ lý của nhà văn van Houten và nhờ cô trao đổi thư điện tử giữa anh cùng Van Houten. Hazel sau đó viết thư cho Houten, nơi cô hỏi ông về đoạn kết bí ẩn của quyển tiểu thuyết, mà sau đó, ông phản hồi lại cho cô và giải thích rằng chỉ có thể tiết lộ khi gặp trực tiếp cô mà thôi. Hazel hẹn ông một chuyến đi đến Amsterdam cùng mẹ mình, nhưng bị gia đình từ chối do thiếu thốn tài chính và tình trạng sức khỏe thất thường của Hazel. Sau đó, Augustus khiến Hazel bất ngờ khi bí mật đặt vé đến Amsterdam cùng cô, khi liên hệ đến một tổ chức từ thiện mang tên The Genie Foundation.
Vài ngày trước chuyến đi, Hazel phải trải qua một đợt tràn dịch màng phổi, khiến cô phải chuyển đến khu điều trị đặc biệt. Các bác sĩ tranh cãi xung quanh chuyến đi du lịch sắp tới của Hazel, cho rằng sẽ ảnh hưởng đến tình trạng sức khỏe đang rất thất thường của cô, sau đó họ chấp thuận cho cô tham gia cùng với sự dàn xếp của bố mẹ cô. Khi Hazel và Gus lần đầu đến Amsterdam, họ đến một nhà hàng sang trọng và vô cùng bất ngờ khi được chính Van Houten trả chi phí bữa ăn và rượu sâm banh cho họ. Đêm đó, Augustus thú nhận tình cảm của anh cho Hazel. Sau đó, cả hai đến gặp mặt nhà văn Van Houten nhưng vô cùng bất ngờ khi biết ông chỉ là một gã nghiện rượu với miệng lưỡi vô cùng xấu tính, khi ông lăng mạ bệnh tình của Hazel và từ chối trả lời bất cứ câu hỏi nào của cô. Cả hai rời khỏi đi trong giận dữ và thất vọng.
Hazel và Augustus sau đó cùng Lidewij đến thăm căn nhà xưa và cũng là nhà bảo tàng về Anne Frank. Hazel phải vật lộn để leo lên nhiều bậc thang khi phổi của cô gặp vấn đề, nhưng sau đó Augustus và Hazel cùng nhau chia sẻ một nụ hôn trên căn gác mái của căn nhà bảo tàng, khiến nhiều người khách du lịch quanh đó vỗ tay tán thưởng. Họ sau đó trở về khách sạn và ân ái cùng nhau lần đầu tiên. Ngày hôm sau, Augustus thú nhận với Hazel về bệnh tình của anh, khi trong một buổi chụp cắt lớp tại bệnh viện đã phát hiện căn bệnh ung thư của Gus tái phát trở lại. Từ đó trở đi, cả hai đều cùng nhau công khai mối quan hệ và luôn ủng hộ cho nhau. Sau khi trở về Indianapolis, bệnh tình của Augustus càng trở nên xấu đi. Augustus sau đó phải chuyển về khu điều trị đặc biệt trong vòng vài ngày và được biết chỉ còn sống được trong vài ngày nữa. Augustus mời Isaac (Nat Wolff), anh bạn mù thân thiết và Hazel đến buổi tiền tang lễ của anh, nơi họ thử phát biểu lời điếu văn trước mặt Gus. Hazel lúc đó trích một câu của nhà văn Van Houten về "những vô cực lớn hơn và nhỏ hơn" và giải thích về việc cô trân trọng khoảng thời gian của họ bên nhau nhiều như thế nào. Augustus đã qua đời 8 ngày sau đó.
Tại lễ tang, Hazel bất ngờ khi biết được van Houten cũng đến tham gia. Ông giải thích rằng ông và Augustus vẫn còn liên lạc sau lần gặp tại Amsterdam và Gus yêu cầu ông phải đến buổi tang lễ để bù lại cho chuyến đi của họ lúc trước. Ông tiết lộ với Hazel về quyển tiểu thuyết, khi được dựa trên Anna, đứa con gái ruột của ông đã mất lúc còn nhỏ do căn bệnh ung thư. Với mong muốn được tha thứ, ông cố tiết lộ về thân phận của mẹ Anna và đưa cho Hazel một mẩu giấy nhỏ. Hazel vì còn giận dữ với thái độ của ông trước đây mà vò nát mẩu giấy và yêu cầu ông rời đi. Sau đó, trong khi đang trò chuyện với Isaac, Hazel biết được Augustus nhờ cậy sự giúp đỡ từ van Houten trong việc viết một bài điếu văn của anh cho Hazel. Khi nhớ lại những gì mà van Houten đưa cho cô, Hazel nhặt lại mẩu giấy kia và đọc được những dòng thư của Augustus, khi anh khẳng định sự chấp thuận của mình cho cái chết và tình cảm của anh cho Hazel. Bộ phim kết thúc với cảnh Hazel nằm dưới sân cỏ nhìn lên bầu trời đầy sao; cô mỉm cười cùng những hồi tưởng về Augustus.

## Diễn viên
- Shailene Woodley trong vai Hazel Grace Lancaster, một cô gái 16 tuổi vật lộn với căn bệnh ung thư, được cha mẹ mình thúc giục tham gia một Hội tương trợ của những người có cùng cảnh ngộ, nơi cô vô tình gặp và phải lòng một anh chàng có tên là Augustus Waters. Boone diễn tả buổi thử vai: "Có hơn 250 cô gái đọc đoạn hội thoại, nhưng chỉ đến khi Shailene đứng trước máy quay thì tôi mới được lần đầu tiên thật sự nhìn thấy Hazel".[7]
  - Lily Kenna trong vai Hazel Grace Lancaster lúc còn nhỏ[8]
- Ansel Elgort trong vai Augustus Waters, một chàng trai ở độ tuổi thiếu niên đang phải trải qua căn bệnh u xương ác tính, khiến anh mất đi một bên chân của mình. Anh gặp được Hazel Grace Lancaster trong một buổi gặp mặt tại Hội tương trợ của các bệnh nhân ung thư.[9]
- Nat Wolff trong vai Isaac, anh bạn mù thân thiết của Augustus.[10][11]
- Laura Dern trong vai Frannie Lancaster, mẹ ruột của Hazel.[10]
- Sam Trammell trong vai Michael Lancaster, cha ruột của Hazel.[12]
- Willem Dafoe trong vai Peter van Houten[13]
- Lotte Verbeek trong vai Lidewij Vliegenthart
- Mike Birbiglia trong vai Patrick[14]

John Green cũng có góp mặt trong bộ phim này nhưng cảnh phim của anh đã bị cắt. Anh xuất hiện trong vai người cha của một cô bé thắc mắc về ống thở của Hazel tại sân bay. Anh chia sẻ rằng "Họ cắt đoạn đó vì không cần thiết đến bộ phim-tôi đóng rất tệ trong cảnh đó."

## Sản xuất

### Tiền sản xuất
Vào ngày 31 tháng 1 năm 2012, có thông báo về việc Fox 2000, một hãng phim thuộc quyền sở hữu của 20th Century Fox, được ủy quyền để chuyển thể phim từ tác phẩm The Fault in Our Stars của John Green. Wyck Godfrey bắt đầu sản xuất bộ phim này cho hãng Temple Hill Entertainment cùng với Marty Bowen. Vào ngày 19 tháng 2 năm 2013, Josh Boone được chọn trở thành đạo diễn cho bộ phim, trong khi Scott Neustadter và Michael H. Weber cũng được chọn trong vai trò chuyển thể từ tác phẩm tiểu thuyết sang kịch bản phim, đánh dấu lần chuyển thể thứ hai của cả hai cho hãng Fox, sau tác phẩm Rosaline.

### Tuyển chọn diễn viên
Vào tháng 11 năm 2012, theo trang Hypable, đạo diễn John Green cho biết anh đang nhắm vai Hazel Grace Lancaster cho nữ diễn viên Mae Whitman. Vào tháng 2 năm 2013, có tin thông báo Hailee Steinfeld và Shailene Woodley là hai ứng cử viên cuối cùng cho vai nữ chính trong phim, mà sau đó, vào ngày 19 tháng 3, Entertainment Weekly thông báo Shailene Woodley chính thức được nhận vai Hazel. Boone chia sẻ rằng: "Chúng tôi lựa chọn trong gần 150 diễn viên nữ cho vai này và tôi đã chọn được khoảng 50 cô trong số đó. Trong chưa tới 10 hay 15 giây trong lần thử vai của Shailene, tôi biết ngay cô ấy chính là Hazel."
Vào ngày 10 tháng 5, Ansel Elgort được tham gia vào vai người tình của Hazel, Augustus Waters. Vào ngày 23 tháng 7, Laura Dern được nhận vai Frannie Lancaster, mẹ ruột của Hazel và Nat Wolff thủ vai Issac, anh bạn mù thân thiết của Augustus. Vào ngày 14 tháng 8, Sam Trammell cũng được xác nhận sẽ nhận vai Michael Lancaster, cha ruột của Hazel. Vào ngày 28 tháng 8, tác giả John Green thông báo qua Twitter rằng nam diễn viên Mike Birbiglia nhận vai Patrick, và vào ngày 6 tháng 9, Green tweet thêm lần nữa về việc thông báo Willem Dafoe chính thức nhận vai Peter van Houten.

### Ghi hình
Việc ghi hình cho bộ phim chính thức bắt đầu vào ngày 26 tháng 8 năm 2013 tại Pittsburgh, Pennsylvania, Khách sạn lịch sử "Mansions on Fifth" cũng có xuất hiện trong bộ phim. Những cảnh trong nhà thờ được ghi hình tại Nhà thờ St. Paul's Episcopal, nằm tại vùng ngoại ô Pittsburgh của Mt. Lebanon. Phần sản xuất được thực hiện vào ngày 10 tháng 10 tại Pennsylvania và sau đó được chuyển đến Amsterdam và được tiếp tục ghi hình vào ngày 14 tháng 10. Bộ phim chính thức hoàn thành vào ngày 16 tháng 10 năm 2013.

### Âm nhạc
Một album bao gồm các ca khúc trong phim mang tên The Fault in Our Stars (Music from the Motion Picture) được phát hành 19 tháng 5 năm 2014. Danh sách bài hát được phát hành chính thức vào ngày 13 tháng 4 năm 2014, được Nate Walcott và Mike Mogis của nhóm nhạc Bright Eyes đảm nhận. Album có sự xuất hiện của nhiều cái tên nổi bật như Kodaline, Birdy và Ed Sheeran. Bài hát ở đoạn giới thiệu cuối phim mang tên "All of the Stars" được chính Ed Sheeran viết riêng cho phim.
Đĩa đơn đầu tiên của album, "Boom Clap" do Charli XCX trình bày, được phát hành vào ngày 11 tháng 4 năm 2014, cùng với một video âm nhạc được công chiếu vào ngày 2 tháng 6. Một video âm nhạc cho bài hát "All of the Stars" được phát hành vào ngày 9 tháng 5 năm 2014. Hai video âm nhạc khác cho "Tee Shirt" và "Not About Angels" của Birdy được phát hành lần lượt vào ngày 6 tháng 6 và 12 tháng 6 năm 2014.
| STT              | Nhan đề                      | Người trình bày      | Thời lượng |
| ---------------- | ---------------------------- | -------------------- | ---------- |
| 1.               | "All of the Stars"           | Ed Sheeran           | 3:55       |
| 2.               | "Simple as This"             | Jake Bugg            | 3:17       |
| 3.               | "Let Me In"                  | Grouplove            | 3:59       |
| 4.               | "Tee Shirt"                  | Birdy                | 2:39       |
| 5.               | "All I Want"                 | Kodaline             | 5:06       |
| 6.               | "Long Way Down"              | Tom Odell            | 2:30       |
| 7.               | "Boom Clap"                  | Charli XCX           | 2:49       |
| 8.               | "While I'm Alive"            | STRFKR               | 3:48       |
| 9.               | "Oblivion"                   | Indians              | 3:39       |
| 10.              | "Strange Things Will Happen" | The Radio Department | 4:26       |
| 11.              | "Bomfalleralla"              | Afasi & Filthy       | 3:57       |
| 12.              | "Without Words"              | Ray LaMontagne       | 4:18       |
| 13.              | "Not About Angels"           | Birdy                | 3:09       |
| 14.              | "No One Ever Loved"          | Lykke Li             | 4:05       |
| 15.              | "Wait"                       | M83                  | 5:44       |
| Tổng thời lượng: | Tổng thời lượng:             | Tổng thời lượng:     | 1:01:00    |

Bài hát đính kèm
| STT | Nhan đề     | Người trình bày                 | Thời lượng |
| --- | ----------- | ------------------------------- | ---------- |
| 16. | "Best Shot" | Birdy hợp tác cùng Jaymes Young | 2:54       |

Bài hát giới thiệu (phát hành trong phiên bản đặc biệt của album)
| STT | Nhan đề              | Người trình bày  | Thời lượng |
| --- | -------------------- | ---------------- | ---------- |
| 17. | "Sun"                | Sleeping At Last | 4:39       |
| 18. | "We're On Our Way"   | Radical Face     | 4:08       |
| 19. | "What I Wouldn't Do" | Serena Ryder     | 3:40       |
| 20. | "What You Wanted"    | OneRepublic      | 4:01       |

### Xếp hạng
| Bảng xếp hạng (2014)                     | Thứ hạng cao nhất |
| ---------------------------------------- | ----------------- |
| Album Úc (ARIA)                          | 11                |
| Album Áo (Ö3 Austria)                    | 63                |
| Album Bỉ (Ultratop Vlaanderen)           | 48                |
| Album Bỉ (Ultratop Wallonie)             | 85                |
| Album Canada (Billboard)                 | 11                |
| Album Đan Mạch (Hitlisten)               | 23                |
| Album Phần Lan (Suomen virallinen lista) | 31                |
| Mexican Albums (AMPROFON)                | 12                |
| Album Na Uy (VG-lista)                   | 14                |
| Album New Zealand (RMNZ)                 | 14                |
| Album Hoa Kỳ Billboard 200               | 5                 |
| Album Hoa Kỳ Top Alternative (Billboard) | 2                 |
| Album Hoa Kỳ Top Rock (Billboard)        | 2                 |
| Album Hoa Kỳ Soundtrack (Billboard)      | 2                 |

## Quảng bá
Một đoạn phim giới thiệu đầu tiên cho bộ phim được phát hành vào ngày 29 tháng 1 năm 2014, thu hút hơn 3 triệu lượt xem trong vòng chưa tới 24 giờ phát hành. Một đoạn video clip khác được hé lộ tại buổi tiền sự kiện 2014 MTV Movie Awards vào ngày 13 tháng 4 năm 2014. Một đoạn giới thiệu mở rộng được phát hành vào ngày 28 tháng 4 năm 2014. Hãng 20th Century Fox phát hành nhiều đoạn clip khác trên hệ thống YouTube nhằm quảng bá cho bộ phim.
Vào ngày 2 tháng 4 năm 2014, xưởng phim thông báo về một chương trình lưu diễn quảng bá mang tên "Demand Our Stars" cho bộ phim, nơi tác giả và các diễn viên chính đến thăm những khu vực nhận được nhiều lượt bình chọn nhất. Có bốn tiểu bang giành chiến thắng, bắt đầu từ Miami, Florida vào ngày 6 tháng 5, Cleveland, Ohio vào ngày 7 tháng 5, Nashville, Tennessee vào ngày 8 tháng 5 và kết thúc tại Dallas, Texas vào ngày 9 tháng 5.

## Phát hành
The Fault in Our Stars được chọn công chiếu tại Ziegfeld Theater, New York vào 2 tháng 6 năm 2014, cùng sự tham dự của 300 người, trước khi được phát hành chính thức vào ngày 6 tháng 6 năm 2014.
Sau khi công chiếu tại New York, Evangeline Earl, một học sinh tiết lộ việc quyển sách được chuyển thể này được lấy cảm hứng từ chị gái đã mất của mình, Esther Earl. Esther phải trải qua căn bệnh ung thư tuyến giáp và qua đời vào năm 2010. Evangeline chia sẻ việc Esther gặp Green tại Boston LeakyCon vào năm 2003. Green khẳng định, "Có lẽ tôi không thể viết được The Fault in Our Stars mà không được biết đến Esther. Từng con chữ trong quyển sách được dựa trên cô ấy."

### Tại phòng vé
Trong tuần lễ phát hành bộ phim, The Fault In Our Stars thu về khoảng 48.2 triệu đô-la Mỹ từ 3,173 rạp chiếu với trung bình 15,128 đô-la Mỹ thu về từ mỗi rạp chiếu, trở thành phim đứng đầu tại các phòng vé khu vực Bắc Mỹ và trên toàn cầu. Tính riêng tại khu vực Bắc Mỹ, The Fault in Our Stars thu về 8.2 triệu đô-la Mỹ trong các suất chiếu vào đêm thứ Năm, vượt mặt kỉ lục của Divergent (4.9 triệu đô-la Mỹ) và đứng ngang hàng với những bộ phim được chuyển thể từ truyện tranh khác như The Amazing Spider-Man 2 (8.7 triệu đô-la Mỹ) và X-Men: Days of Future Past (8.1 triệu đô-la Mỹ). Bộ phim chủ yếu đạt được lợi nhuận từ "The Night Before Our Stars", một sự kiện chiếu phim và tham gia hỏi đáp với dàn diễn viên và đoàn làm phim, có bao gồm Shailene Woodley, Ansel Elgort, Nat Wolff và tác giả John Green được thu thanh và thu hình trực tiếp với giá vé lên đến khoảng 25 đô-la.
Trong ngày công chiếu đầu tiên, nó đạt 26.1 triệu đô-la Mỹ, đánh bại bộ phim Edge of Tomorrow của Tom Cruise với chỉ 10.7 triệu đô-la Mỹ. Bộ phim này còn dẫn trước siêu phẩm Maleficent (24.3 triệu đô-la Mỹ) và Divergent (22.8 triệu đô-la Mỹ).
Tính đến ngày 23 tháng 9 năm 2014, The Fault in Our Stars đem về 124,833,760 đô-la Mỹ tại khu vực Bắc Mỹ và 176,382,000 đô-la Mỹ tại các quốc gia khác, đưa tổng doanh thu trên toàn cầu của phim đạt 301,215,760 đô-la Mỹ.

## Tiếp nhận

### Đánh giá chuyên môn
The Fault in Our Stars nhận được nhiều lời tán dương từ phía các nhà chuyên môn, chủ yếu là cho phần diễn xuất của Woodley và kịch bản của Neustadter và Weber. Nó nhận được chứng nhận đánh giá tích cực trên trang mạng phê bình Rotten Tomatoes, với thống kê 81% tích cực từ giới phê bình và tổng điểm là 6.8/10, dựa trên 164 bài đánh giá. Trang mạng này ghi nhận bộ phim: "Khôn ngoan, hài hước và lắng đọng mà không cần phải khai thác quá cặn kẽ, The Fault in Our Stars chứng tỏ tiềm năng như chính phiên bản sách thành công của nó vậy". Trang Metacritic cho bộ phim 69/100 điểm dựa trên 45 bài đánh giá, đồng nghĩa với mức đánh giá tích cực. CinemaScore cho bộ phim điểm "A" trên thang điểm từ A+ đến F.
Steven Rea từ The Philadelphia Inquirer tặng bộ phim 3/4 điểm khi cho rằng "Woodley... giữ được cân bằng giữa nét duyên dáng và vẻ nghiêm nghị, cùng sự dí dỏm chân thật." A. O. Scott trong một bài báo cho tờ The New York Times có viết "Bộ phim được dựng lên để khiến bạn mùi lòng - không chỉ là một cơn sổ mũi hay nấc lên đôi chút, mà cảm động cho đến khi chảy cả nước mũi và khiến mặt bạn lấm lem. Nó đã thành công." Ty Burr của The Boston Globe tặng cho bộ phim 2.5/4 điểm và cho rằng "Nếu nhân vật Gus của Elgort vô cùng quyến rũ và sau cùng là đầy xúc cảm, "The Fault in Our Stars" lại thuộc về Woodley, một nữ diễn viên luôn tỏ ra thận trọng trong nhiều bộ phim của mình."
Simon Miraudo của Quickflix đánh giá bộ phim này 3/5 điểm, khi cho rằng "The Fault in Our Stars rõ ràng đưa ta lên tới đỉnh cao và sau đó khiến ta ngậm ngùi". Richard Roeper của Chicago Sun-Times phong tặng bộ phim này 4 sao và đề cao phần diễn xuất của Woodley khi mô tả nó với cụm từ "siêu việt". Anh cũng tin rằng vai diễn này của cô xứng đáng giành được giải Oscar, khi khẳng định rằng "vai diễn đó thật đáng nhớ". Scott Mendelson của Forbes cho rằng bộ phim là "một sản phẩm đạt chất lượng cao một cách bất thường của ngành giải trí thịnh hành" và cũng gọi nó là "một tác phẩm nghệ thuật đúng chất" Anna Smith từ Empire đánh giá bộ phim là một tác phẩm "lãng mạn đầy cảm xúc và là phần diễn xuất xuất sắc nhất từ Shailene Woodley". Emma Dibdin từ Digital Spy cho rằng "The Fault in Our Stars là một bộ phim sắc bén, đầy xúc cảm và tinh vi, thấm đẫm bởi các nhân vật thiếu niên mà thiếu đi sự thông thái và trở nên nhạt nhòa bởi sự ảm đạm của chủ đề chính, cùng sự dí dỏm và nhạy cảm quá đỗi chua chát". Andy Lea từ Daily Star cho rằng "khi chuyện tình lãng mạn này càng tiến sâu, nó càng trở nên đầy mạnh mẽ". Wilson Morales tại BlackFilm.com
đề cao diễn xuất của Woodley và Elgort và cho rằng họ "có sự quyến rũ và chân thật trong vai diễn này, khiến bộ phim đầy mãnh liệt và chua chát trở nên cảm động, lãng mạn và mang đậm tính giải trí".
Richard Corliss từ Time cho rằng "Hazel và Augustus có trở nên chân thực đến thế là nhờ hai diễn viên trẻ tuổi tham gia trong phim". Chris Vongar từ Dallas Morning News cho điểm B+ khi gọi "bộ phim đầy nước mắt, sống động và là dịp hiếm hoi để trở nên sướt mướt". Claudia Puig từ USA Today gọi bộ phim này có "kịch bản tốt, diễn xuất tốt, chua chát, vui nhộn và có hướng nhìn rộng rãi", đồng thời cho bộ phim 3.5/4 điểm. Chris Nashawaty từ Entertainment Weekly gọi bộ phim này "vui vẻ, ngọt ngào, và đầy nước mắt" và cho bộ phim điểm B. Connie Ogle của Miami Herald cho rằng đây là "bộ phim ngọt ngào, lãng mạn, đầy ấm áp và hài hước".

### Giải thưởng
| Giải thưởng                      | Hạng mục                                          | Nội dung đề cử                              | Kết quả   |
| -------------------------------- | ------------------------------------------------- | ------------------------------------------- | --------- |
| Golden Trailer Awards lần thứ 15 | Bộ phim lãng mạn nhất                             | The Fault In Our Stars                      | Đoạt giải |
| Golden Space Needle Award        | Phim xuất sắc nhất                                | The Fault In Our Stars                      | Đề cử     |
| Teen Choice Awards 2014          | Phim chính kịch xuất sắc nhất                     | The Fault In Our Stars                      | Đoạt giải |
| Teen Choice Awards 2014          | Nam diễn viên phim chính kịch được yêu thích nhất | Ansel Elgort                                | Đoạt giải |
| Teen Choice Awards 2014          | Nữ diễn viên phim chính kịch được yêu thích nhất  | Shailene Woodley                            | Đoạt giải |
| Teen Choice Awards 2014          | Ngôi sao nổi bật được yêu thích nhất              | Ansel Elgort                                | Đoạt giải |
| Teen Choice Awards 2014          | Diễn viên phụ được yêu thích nhất                 | Nat Wolff                                   | Đoạt giải |
| Teen Choice Awards 2014          | Kết hợp ăn ý nhất                                 | Ansel Elgort, Shailene Woodley và Nat Wolff | Đoạt giải |
| Teen Choice Awards 2014          | Màn khóa môi được yêu thích nhất                  | Ansel Elgort và Shailene Woodley            | Đoạt giải |
| Young Hollywood Awards           | Nam diễn viên chính được yêu thích nhất           | Ansel Elgort                                | Đoạt giải |
| Young Hollywood Awards           | Nữ diễn viên chính được yêu thích nhất            | Shailene Woodley                            | Đề cử     |
| Young Hollywood Awards           | Nam diễn viên chính nổi bật                       | Ansel Elgort                                | Đề cử     |
| Young Hollywood Awards           | Cặp đôi ăn ý nhất                                 | Ansel Elgort và Shailene Woodley            | Đoạt giải |
| Young Hollywood Awards           | Dàn làm phim ăn ý nhất                            | The Fault in Our Stars                      | Đoạt giải |
| Young Hollywood Awards           | Bộ phim được yêu thích nhất                       | The Fault in Our Stars                      | Đoạt giải |

## Phiên bản làm lại
Vào ngày 6 tháng 8 năm 2014, hãng Fox Star Studios của Ấn Độ thông báo về dự định sản xuất phiên bản làm lại của The Fault in Our Stars với bối cảnh tại Hindi. Xưởng phim CEO Vijay Singh thông báo về phiên bản tiếng Anh của phim này được phát hành vào tháng 7 tại Ấn Độ và thu về hơn 1 triệu đô-la